# Nianjjnum y Jnumhotep
Nianjjnum y Jnumhotep fueron dos funcionarios del Antiguo Egipto, que sirvieron al faraón de la quinta dinastía Nyuserra. Ambos llevaban el mismo título de Supervisor de la manicura real, y se definen en su tumba como Confidente Real y Sacerdote de Ra en el Templo Solar Nyuserra.

## Relación

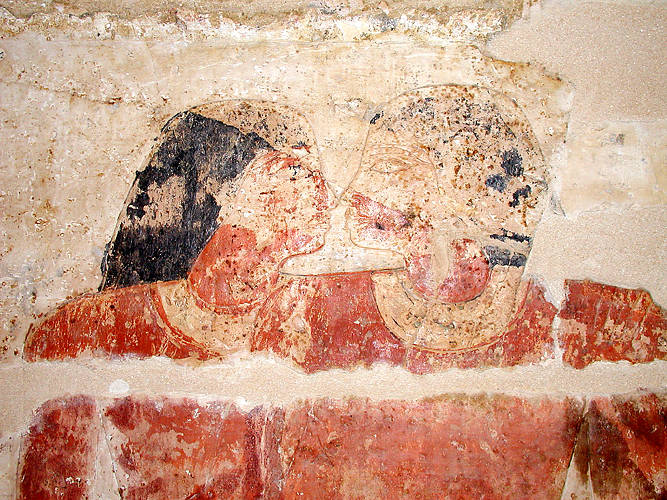
Nianjjnum y Jnumhotep juntando sus narices.

Ambos hombres estaban casados y tenían hijos, varios de ellos se muestran en la tumba. Recientes investigaciones apuntan la idea de que fuesen gemelos o incluso siameses, pero algunos expertos se inclinan por considerarlos una pareja homosexual. Sin lugar a dudas las representaciones muestran un profundo afecto, especialmente teniendo en cuenta el simbolismo de unir las narices.
Puede arrojar luz el hecho de que los nombres de ambos indiquen proximidad por medio de una referencia lingüística:

Nianjjnum significa "unido a la vida" y Jnumhotep "unido al estado bendito de la muerte". Ambos juntos pueden traducirse como "unidos en la vida y en la muerte".

## Nombre y título
| W9 · N35 | S34 |

| W9 · N35 | S34 |

| W9 | R4 · X1 · Q3 |

| W9 | R4 · X1 · Q3 |

Ambos nombres tienen una relación lingüística:

Nianjjnum significa la vida pertenece (a) Jnum y Jnumhotep Jnum está satisfecho. Además de la importancia que tiene Jnum, dios creador de los hombres llamado Padre de los padres y Madre de las madres, los nombres se han interpretado como "unido a la vida" y "unido al estado bendito de la muerte".
En una puerta del interior de la mastaba los dos nombres están combinados en lo que se lee conjuntamente como "unidos en la vida y en la muerte":
| W9 · N35 | S34 | W9 | R4 · X1 · Q3 |

No hay manera de saber si estos eran sus nombres de nacimiento, que sugerirían un par de gemelos, o si los adoptaron posteriormente.
Ambos, Nianjjnum y Jnumhotep tienen los mismos títulos, tanto civiles como religiosos:
- Supervisor de la Real manicura,
- Confidente Real,
- Siervo del Dios Ra en el Templo del Sol de Nyuserra.

El primer título es oficial, el que describe la actividad profesional. El segundo es un título de honor y una indicación del alto nivel social de quien lo recibe, y el tercero hace referencia a un lugar de trabajo, además de a una profesión que se ha ejercido.

## Tumba

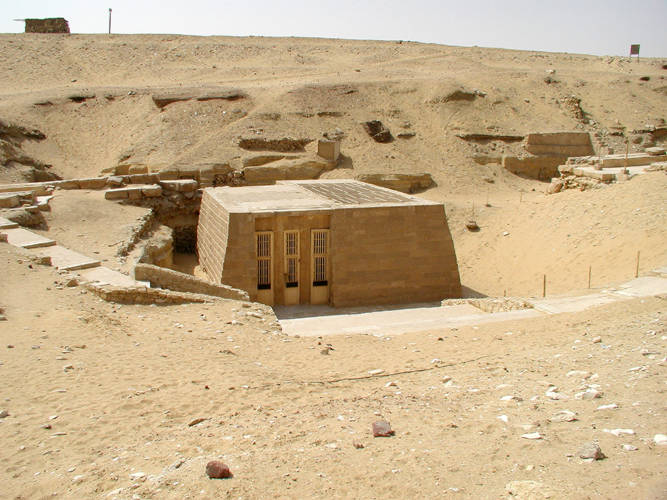
Mastaba de Nianjjnum y Jnumhotep.

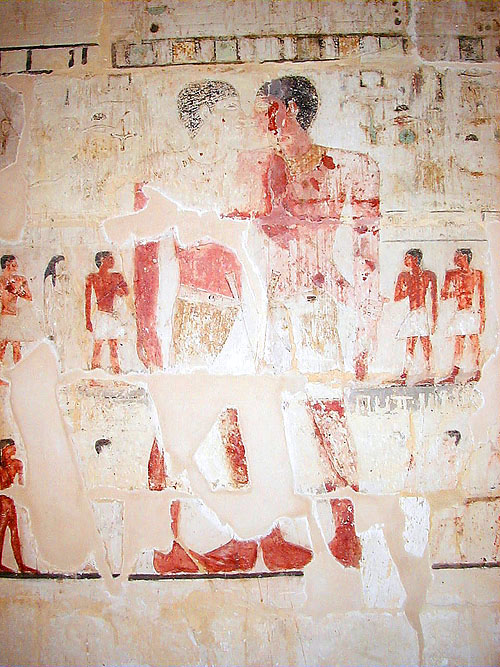
Nianjjnum y Jnumhotep rodeados de sus hijos.

La tumba es una mastaba, que fue descubierta en 1964 por el egiptólogo Ahmed Moussa en la necrópolis de Saqqara durante los trabajos de excavación de la calzada de la pirámide del rey Unis. Es la única tumba de la necrópolis donde dos hombres se muestran abrazados y con las manos unidas. Fue examinada y restaurada por una misión alemana a finales de la década de 1970, y abierta al público en 1990.
La mastaba parece haberse construido en distintas fases, siendo la más antigua una sala tallada en piedra, a la que se añadieron posteriormente un patio y otras tres cámaras. En la entrada, cuyo techo sujetan dos pilares, se encuentran descritos los títulos de sus dos propietarios. En otras cámaras se nombran a sus esposas; la de Jnumhotep se llama Jenut y la de Nianjjnum es Jentjaus, ambas sacerdotisas del Templo de Hathor. También se menciona el nombre de uno de los hijos de Jnumhotep, Ptahshepses.
En una escena que representa un banquete, Nianjjnum y Jnumhotep están entretenidos por bailarines, músicos y cantantes; en otras se les ve cazando, pescando y supervisando sus preparativos fúnebres. En la imagen más llamativa los dos se abrazan, las narices se tocan en la actitud más íntima permitida por el arte canónico egipcio, y están rodeados por los que parecen ser sus hijos.